# House by the Railroad
House by the Railroad és una pintura a l'oli sobre tela de 1925 d'Edward Hopper.
La casa que es diu que ha inspirat la pintura és una mansió victoriana estil Segon Imperi a Haverstraw, Nova York, on encara es troba avui. La pintura ha influït en la casa dels Bates a Psicosi d'Alfred Hitchcock, una de les cases en la pel·lícula de 1956 Gegant dirigida per George Stevens, la casa Charles Addams creada per La Família Addams, i la casa en els Days of Heaven.
Entre 1929 i 1930 House, el llenç es va incloure a l'exposició inicial de Paintings by 19 Living Americans del Museu d'Art Modern de Nova York només d'art americà. Va ser comprat pel MoMA l'any 1930, una de les peces inaugurals que va passar a formar part dels fons de l'aleshores nova institució d'art. El 1930 l'obra va ser donada al MoMA per l'hereu de la companyia de màquines de cosir Singer, col·leccionista d'art i filantrop Stephen Clark.